# Myrtastrum
Myrtastrum é um género botânico pertencente à família Myrtaceae.
1. ↑  «Myrtastrum — World Flora Online». www.worldfloraonline.org. Consultado em 19 de agosto de 2020